# 키레네 사람 야손
키레네 사람 야손(그리스어: Ἰάσων ὁ Κυρηναῖος)은 기원전 100년경에 살았던 헬레니즘 시기의 유대인으로, 마카베오의 니카노르(기원전 175-161년)에 대한 승리와 일련의 사건들을 기록한 사람이다. 그의 다섯 권짜리 책은 마카베오하의 기초가 되었다.
19키레네 사람 야손이 쓴 다섯 책 속에 다음과 같은 기록이 있다. 유다 마카베오와 그의 형제들의 이야기, 위대한 성전의 정결예식과 제단 봉헌에 관한 이야기,
20그들이 안티오쿠스 에피파네스와 그의 아들 유파톨하고 싸운 이야기,
21또 유다교를 위해서 용감하게 싸운 영웅들이 하늘로부터 내려온 천사들의 도움으로 적은 병력으로 온 땅을 점령하고 많은 야만인들을 몰아내고
22온 천하에 이름난 그 성전을 회복하고 예루살렘 성을 해방시키고 거의 없어져 가던 법을 재확립한 이야기와, 주님께서 그들에게 모든 원조를 베풀어주신 이야기 등이다.
23키레네 사람 야손이 이렇게 자세하게 써놓은 이야기를 우리는 요약해서 책 한 권에 담으려 한다.— 마카베오하 2장 19-23절 (공동번역성서)

원문은 소실되어 마카베오하에서 인용된 형태로만 전해진다. 마카베오하의 저자는 여러 가지 다른 문헌을 참고해 야손의 저작에 살을 붙여 마카베오하를 서술하였을 것으로 추정된다.